# Чикишане
Чикишане — деревня в Оричевском районе Кировской области в составе Пустошенского сельского поселения.

## География
Расположена на расстоянии примерно 10 км по прямой на юг от райцентра поселка Оричи.

## История
Известна с 1873 года как починок Чикишевский (Чикиши), в котором было отмечено дворов 34 и жителей 207, в 1905 25 и 148, в 1926 (деревня Чикишана) 32 и 160, в 1950 50 и 192, в 1989 оставалось 12 жителей. Настоящее название утвердилось с 1939 года.

## Население
Постоянное население  составляло 5 человек (русские 100%) в 2002 году, 10 в 2010.